# Maria José Leão dos Santos
Maria José Leão dos Santos (Lardosa, Castelo Branco, Portugal, 21 de janeiro de 1955 - Villepinte, França, 3 de marco de 2019), também conhecida por Joe e Maria-José Léao dos Santos era uma taxista e personalidade da noite LGBT parisiense, que inspirou a música "Joe le Taxi".

## Biografia
Maria José Leão dos Santos nasce em Lardosa, uma aldeia perto de Castelo Branco, em 1955. Quando a mãe descobre que Maria José é lésbica, leva-a a ser exorcizada, depois internada e finalmente inscreve-a num colégio de freiras. Em 1974, aos 19 anos, Maria José emigra para França, para fugir ao Estado Novo. Fica a viver com a irmã no distrito de Yvelines, perto de Paris, onde aprende a falar francês a tomar conta de crianças. Adopta o nome Joe por achar que é menos feminino que Maria José, e usa fato, gravata, colete e um chapéu fedora. Abre um café em parceria com uma prostituta chamada Minou, onde é empregada de mesa em topless. Minou mais tarde foge com as receitas do café, e Joe nunca a volta a encontrar. Quando manifesta vontade de ter um emprego com um horário mais livre, uma amiga sugere-lhe que se torne taxista.
Durante a primeira metade da década de 80, Joe é conhecida nos bares "Hellzapoppin", na Rue Saint-Denis, e do "Jeu de Dames", na Rue Sainte-Anne, duas referências da noite lésbica parisiense, ambos propriedade de Danielle Mori. Quando Mori abre um novo bar, sugere a Joe que seja a motorista do estabelecimento, para que a clientela - entre a qual se encontram várias celebridades francesas da altura - não tenha de esperar por transporte. Joe torna-se então a taxista do "Le Privé", nos Champs-Élysées. É também então que se populariza o nome Joe, uma vez que se diverte com os clientes na pista de dança até que seja necessário transportar alguém; então ouve-se no bar um anúncio "Joe, Joe, le taxi". Ao contrário de outros bares LGBT da época, este tem uma clientela diversificada, e é aí que encontra Étienne Roda-Gil, o futuro autor de "Joe le Taxi".
Ao volante do seu Opel Ascona branco, Joe conta a Roda-Gil histórias sobre a sua vida durante as três corridas que faz com ele. Roda-Gil faz notas, e pergunta-lhe se ela se importa que ele escreva uma canção sobre ela; Joe, lisonjeada, diz que sim. Roda-Gil irá adaptar a sua história na letra da canção "Joe le Taxi", popularizada por Vanessa Paradis em 1987. A canção  é um êxito em França e internacionalmente. Devido a ser uma profissão pouco comum para mulheres na década de 80, o protagonista da canção é um homem que conduz um táxi amarelo, uma referência aos táxis nova-iorquinos.
Joe estabelece-se como taxista por conta própria em 2004. No meado da década de 2010, Joe e a sua companheira, Johanne Dumoutier, abrem bares de lésbicas em Pigalle, como o "Fox Club" (2011-2012) e o "Calamity Joe" (2012-2013). Joe reforma-se da sua carreira de taxista aos 62 anos, e com Johanne organiza soirées lésbicas, "Joe & Johanne" em vários bares parisienses.
Morre aos 64 anos vítima de cancro, e é sepultada na sua terra natal no dia 9 de Março de 2019.